# Underhill Farm Cemetery
Underhill Farm Cemetery is een Britse militaire begraafplaats met gesneuvelden uit de Eerste Wereldoorlog, gelegen in het Belgische dorp Ploegsteert.  
De begraafplaats is een van de zeventien Commonwealth-begraafplaatsen die zich bevinden op het grondgebied van de vroegere gemeente Ploegsteert, thans onderdeel van de gemeente Komen-Waasten in de provincie Henegouwen. Ze ligt 1.700 m ten noorden van het dorpscentrum langs de Kleine Brugstraat, vlak bij het Ploegsteertbos.
De begraafplaats werd na de oorlog in zijn huidige vorm  ontworpen door George Goldsmith en heeft een rechthoekig grondplan met een oppervlakte van 1.657 m². Ze wordt omsloten door een draadafsluiting of een haag. Het Cross of Sacrifice staat vlak na de toegang.  De begraafplaats wordt onderhouden door de Commonwealth War Graves Commission.

## Geschiedenis
De begraafplaats werd aangelegd tijdens de Tweede Slag om Mesen (ook bekend als de Mijnenslag om Mesen) en bleef tot oktober 1918 in gebruik. Ze ligt aan de voet van Hill 63 en is vernoemd naar de nabijgelegen boerderij die de bijnaam Underhill Farm had gekregen.
Underhill Farm en Red Lodge waren de namen van twee gebouwencomplexen aan de noordwestelijke hoek van Ploegsteert Wood. Ze werden door het leger gebruikt als verbandplaatsen en in de onmiddellijke nabijheid werd vanaf juni 1917 de begraafplaats aangelegd, waar tot in januari 1918 lichamen werden bijgezet. De plek droeg toen als naam Military Cemetery at the foot of the Nightingale Hill.
In de lente van 1918 viel de zone als gevolg van het Duitse lenteoffensief in hun handen maar werd in september weer heroverd.
Op de begraafplaats liggen 103 Britten, 1 Canadees, 47 Australiërs en 39 Nieuw-Zeelanders. Er zijn 9 slachtoffers die niet meer geïdentificeerd konden worden. Vijf slachtoffers worden herdacht met Special Memorials omdat de juiste plek waar ze begraven werden niet meer kon worden bepaald.

## Onderscheiden militairen
- Francis Horward Vercoe, korporaal bij de Royal Garrison Artillery werd tweemaal onderscheiden met de Distinguished Conduct Medal (DCM and Bar).
- de korporaal Robert Walmsley en de soldaten Patrick Francis Cassidy, John Thomas Cogan, Robert Lamb Stevenson, I. Thompson en Charles Ernest Vickers ontvingen de Military Medal (MM).